# Johann Daniel Hardt

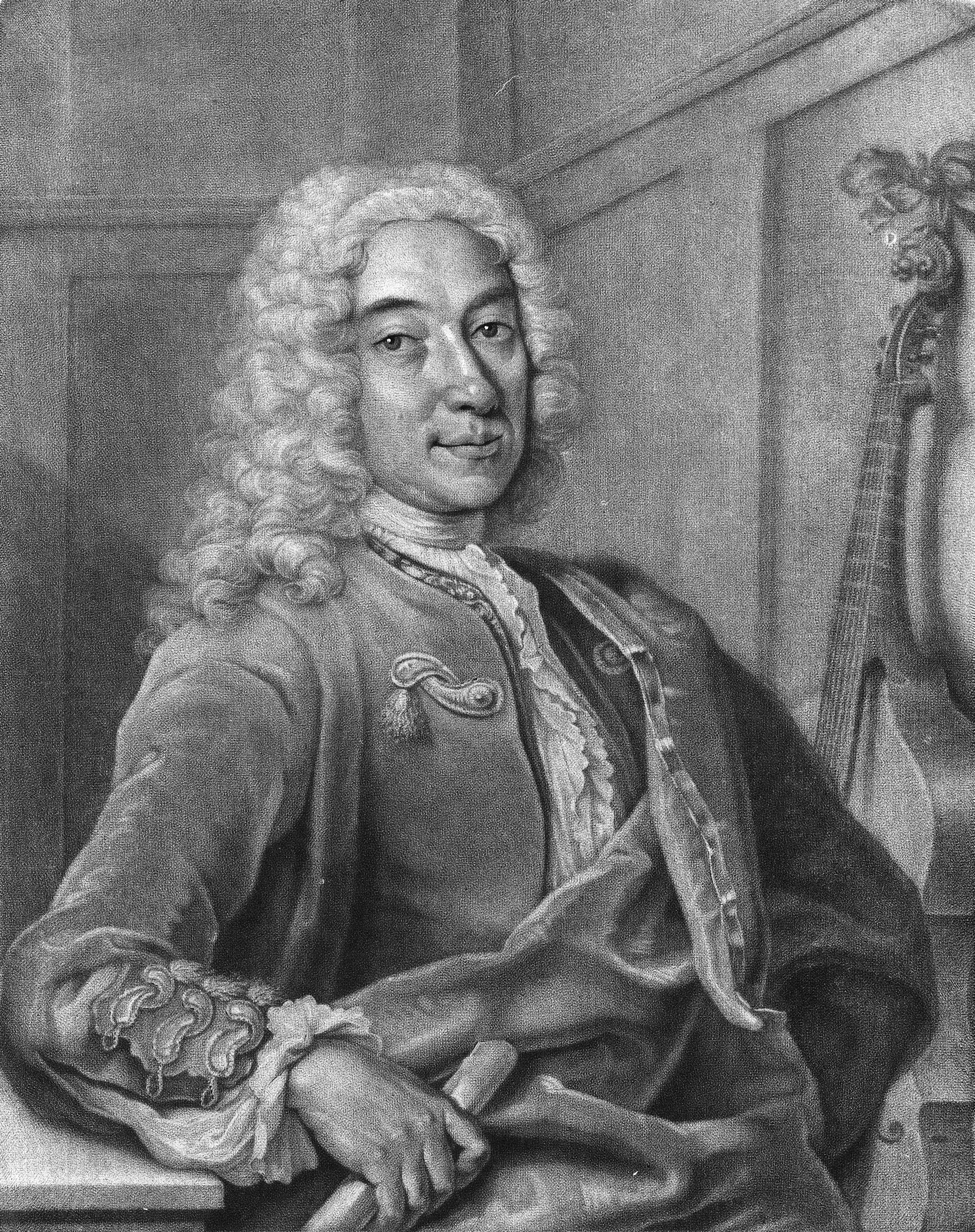
Johann Daniel Hardt 1750

Johann Daniel Hardt (* 8. Mai 1696 in Frankfurt am Main; † 9. August 1763 in Stuttgart) war ein deutscher Gambist und Komponist.

## Leben
Als Gambenspieler ist Hardt zuerst 1714 in Straßburg urkundlich belegt. Nach ungefähr fünf Jahren als Kammermusikus und nebenamtlicher Kämmerer am Hof Stanislaus’ I. im Herzogtum Pfalz-Zweibrücken wurde er Gambist an der Kapelle des Fürstbischofs Johann Philipp Franz von Schönborn in Würzburg. Nach dessen Tod im Jahre 1724 wurde die Kapelle aufgelöst. 1725 fand Hardt eine Anstellung an der Württembergischen Hofkapelle. Zunächst war er Gambist, dann auch Konzertmeister unter Giuseppe Antonio Brescianello. In den Jahren der Vormundschaft des Vormund-Administrators Karl Friedrich für den jugendlichen Herzog Carl Eugen wurde er ab 1738 zunächst Oberkonzertmeister, 1746 rückte er zum Zweiten Kapellmeister auf. In dieser Position arbeitete er mit Ignaz Holzbauer und Niccolò Jomelli zusammen. 1755 wurde er pensioniert.

## Werk
Hardts kompositorisches Werk ist nur in wenigen Werken erhalten; es ist vorwiegend für die Viola da gamba geschrieben, speziell für die Diskantgambe, die Hardt technisch und kompositorisch anspruchsvoll behandelt. Seine Kompositionen zeugen davon, dass er zu den am höchsten geschätzten Virtuosen des 18. Jahrhunderts gehörte.

### Kompositionen
- Klaviersonate
- Capriccio G-Dur für Violine
- Sonaten für Violine und Generalbass
- Sechs Sonaten für Viola da gamba und Generalbass
- Zwei Stücke für Viola da gamba und Generalbass
- Triosonate für Violine, Diskantgambe und Generalbass